# 라미의 정리
라미의 정리(Lami's theorem)는 한 점에 작용하는 세 힘이 평형을 이룬다면 두 벡터가 이루는 각과 나머지 한 벡터의 크기 사이와 관련된 관계식으로 다음과 같은 식이 성립한다.:
{\displaystyle {F_{1} \over \sin \theta _{1}}={F_{2} \over \sin \theta _{2}}={F_{3} \over \sin \theta _{3}}}

## 증명
다음의 세 힘 벡터가 평형을 이룬다고 가정하면
이 벡터들은 평형을 이루므로 다음 그림과 같이 다른 방법으로 혼합하여 삼각형(닫힌 도형)으로 만들 수 있다.
위의 삼각형에서 사인법칙을 적용하면
{\displaystyle {F_{1} \over \sin \theta _{1}'}={F_{2} \over \sin \theta _{2}'}={F_{3} \over \sin \theta _{3}'}}
{\displaystyle \sin \theta _{1}'=\sin \theta _{1}} , {\displaystyle \sin \theta _{2}'=\sin \theta _{2}} , {\displaystyle \sin \theta _{3}'=\sin \theta _{3}} 이므로
다음 식이 도출된다.
{\displaystyle {F_{1} \over \sin \theta _{1}}={F_{2} \over \sin \theta _{2}}={F_{3} \over \sin \theta _{3}}}
이를 라미의 정리라고 한다.

## 같이 보기
- 정적 평형 상태